# Hypothèse de la Reine noire
 (novembre 2023).
L'hypothèse de la reine noire (BQH pour Black Queen Hypothesis en anglais) est une hypothèse en biologie évolutive qui cherche à expliquer comment la sélection naturelle (par opposition à la dérive génétique) peut entraîner la perte de gènes,. Dans une communauté microbienne, différents membres peuvent avoir des gènes qui produisent certains composés chimiques ou autres ressources de manière "fuyante" (qui "fuit", leaky en anglais), ce qui les rend accessibles aux autres membres de cette communauté. Si une telle ressource est disponible pour certains membres d'une communauté, d'une manière qui leur permet d'y accéder en suffisance sans avoir à la produire eux-mêmes, ces autres membres de la communauté peuvent perdre la fonction biologique (ou le gène) impliquée dans la production de ce composé chimique. Autrement dit, l'hypothèse de la reine noire concerne les conditions dans lesquelles il est avantageux de perdre certaines fonctions biologiques. En accédant aux ressources sans avoir besoin de les générer eux-mêmes, ces microorganismes économisent de l'énergie et réduisent leurs génomes pour en permettre une réplication plus rapide.
Jeffrey Morris formule l'hypothèse de la reine noire dans sa thèse de doctorat en 2011. L'année suivante, Morris écrit une autre publication sur le sujet aux côtés de Richard Lenski et Erik Zinser, pour affiner et étoffer l'hypothèse. Le nom de l'hypothèse (« hypothèse de la reine noire ») est un jeu de mots basé sur l'hypothèse de la reine rouge, une théorie antérieure en coévolution qui stipule que les organismes doivent constamment s'affiner et s'adapter pour survivre face aux changements environnementaux et à l'évolution des autres organismes.

## Principes

### Théorie originale
La « reine noire » fait référence à la « dame de pique » du jeu de cartes anglais La dame de pique. Le but du jeu est de finir avec le moins de points pour gagner la partie. Cependant, la dame de pique vaut le même nombre de points que toutes les autres cartes réunies. Pour cette raison, les joueurs cherchent à éviter d’obtenir la dame de pique ou de s'en débarrasser s'ils viennent à l'avoir. Dans le même temps, il faut bien qu'un joueur finisse quand même par se retrouver avec la dame de pique. De la même façon, l'hypothèse de la reine noire postule que les membres d’une communauté tenteront de se débarrasser de toutes les fonctions (ou gènes) qui deviennent inutiles. Dans le même temps, au moins un ou quelques membres de la communauté doivent conserver cette fonction afin que les autres membres puissent se la procurer (car elle reste critique pour la survie de chaque membre). Ce processus conduit à des interactions commensalistes ou mutualistes entre les membres de cette communauté microbienne. Comparée à l’hypothèse de la reine rouge, l'hypothèse de la reine noire est assez récente ; ainsi, elle n’a pas été testée de manière approfondie et les mécanismes qui la sous-tendent n’ont pas été entièrement élucidés.
Dans la dame de pique, la stratégie "Shooting to the Moon" (en français "viser la lune") est une stratégie risquée dans laquelle un joueur cherche à obtenir la dame de pique en plus de toutes les cartes de la couleur Cœur. Si le joueur réussit à gagner toutes les cartes qui, individuellement, seraient préjudiciables pour gagner, il finira par ne gagner aucun point (et donc remportera la partie). De manière analogue, dans l'hypothèse de la reine noire, "viser la lune" fait référence à la stratégie dans laquelle un microorganisme aidant pour une fonction sera plus susceptible de devenir aidant pour une autre fonction sans rapport avec la première. Ces microorganismes auxiliaires conservent tous les gènes codant pour des fonctions "qui fuient". Bien que le grand génome correspondant puisse sembler inadapté, il peut permettre la survie puisque les autres membres de la communauté microbienne dépendent désormais de la survie des organismes auxiliaires. De plus, dans le cas d'un goulot d'étranglement de la population, l'organisme auxiliaire conservera les gènes nécessaires pour sa propre survie de manière indépendante, contrairement aux autres ayant perdu cette fonction.

### Élaborations ultérieures
Une « version forte » de l'hypothèse a été proposée, qui suggère qu'il n'existe pas de membres « clés » d'une communauté microbienne qui assument toutes les fonctions "fuyantes". Au contraire, tous les membres de la communauté en viendront à dépendre des autres dans une certaine mesure. Dans ce cas, aucune espèce de la communauté n’est capable de survivre seule, et une migration d'un environnement à un autre nécessitera le déplacement de membres de plusieurs espèces pour réussir. Il est peut-être possible pour certains microorganismes d'éviter ce dilemme des « biens publics » (public goods) en formant un biofilm, dans lequel les cellules se multiplient et s'agrègent de façon rapprochée, de telle sorte que la communauté entière est composée d'individus ayant un génotype proche et possèdent donc tous les mêmes capacités et gènes fonctionnels.
Plus récemment, une « hypothèse de la reine Grise » a été formulée, qui cherche à expliquer les mêmes phénomènes d'une manière connexe, mais à travers les lentilles d' une évolution neutre et constructive. L’évolution neutre constructive cherche à expliquer comment des systèmes complexes peuvent émerger à travers des transitions neutres. Cela pourrait impliquer l'émergence aléatoire d'interactions non encore nécessaires (par exemple, une protéine acquérant la capacité de se lier à une autre à laquelle elle était auparavant incapable de se lier), qui permettraient à une mutation autrement délétère de survenir dans la population, mais sans effet négatif sur l'organisme. Ainsi, l’organisme en question dépendra de cette interaction née du hasard. Une fois que cette nouvelle interaction apparaît dans le système, les individus qui perdront cette interaction seront éliminés par sélection négative. Le système dans son ensemble se complexifie, bien que le résultat soit le même. Il a été avancé que l’augmentation en nombre des communautés microbiennes interdépendantes s’expliquait par ce mécanisme. Dans un premier temps, la perte d’un gène destiné à la production d’une ressource importante pour la cellule serait délétère. Cependant, une communauté de microbes peut disposer d’un excès de cette ressource. Pour cette raison, la présence de ces interactions microbiennes interspécifiques permet d’acquérir une mutation autrement délétère (perte d’un gène nécessaire à la génération d’une ressource importante) mais sans effet délétère sur l’individu. La dérive génétique entraîne alors la propagation de ce trait (ou de sa perte) dans la population, et la population de cette espèce de la communauté dépend désormais de sa communauté pour sa survie. Alors que les espèces individuelles se sont simplifiées, la complexité de la communauté microbienne dans son ensemble a augmenté en raison de la nécessité d'interactions supplémentaires et symbiotiques pour propager la communauté dans son ensemble.

## Application
La théorie de la reine noire a été proposée pour expliquer l'évolution des dépendances au sein des communautés microbiennes "libres" (c'est-à-dire, par exemple, non regroupées en biofilms ou non attachées à des particules),, mais elle a ensuite été étoffée pour expliquer la fixation d'azote, l'acquisition de nutriments et la production de biofilm chez les microorganismes. Plus généralement, elle a également été utilisée pour expliquer la perte de gènes via la réduction du génome, les interactions coopératives et l'évolution des communautés. Des études ont également montré que les interactions locales au sein des communautés bactériennes peuvent favoriser un juste équilibre entre la production de ressources et la limitation des ressources afin de stimuler les dépendances mutuelles, comme le propose la théorie de la reine noire,. Ce type de dynamique de reine noire a également été décrit dans des tapis microbiens et de microbialite sur le site mexicain de Cuatro Ciénegas Coahuila, où des propriétés physicochimiques particulières ont fait que les communautés microbiennes sont restées pratiquement isolées pendant des millions d'années. Il a été observé que les bactéries du genre Bacillus ont considérablement réduit la taille de leur génome et ont montré une interdépendance entre les bactéries de ce site, ce qui a conduit à suggérer l'existence d'un pangénome ou d'holobiontes.

## Quorum sensing et privatisation partielle des ressources
Le quorum sensing est un processus de régulation qui joue un rôle dans la gestion de ressources partiellement privatisées ou mixtes, comme le soulignent diverses études,,. Cependant, il existe peu de preuves pour étayer l’idée selon laquelle la privatisation partielle peut à elle seule favoriser l’évolution du quorum sensing.
Un modèle de génétique des populations axé sur les populations microbiennes non structurées a fourni quelques informations en ce sens. Les résultats indiquent que si les auto-inducteurs ont un coût, une privatisation partielle ne donnera pas d’avantage évolutif au quorum sensing. Le raisonnement derrière cette conclusion est double :
1. Lorsque les auto-inducteurs sont coûteux, il est peu probable que toute souche microbienne produisant simultanément à la fois l’auto-inducteur et des biens mixtes maintienne sa présence au sein de la population.
2. Sous réserve d’auto-inducteurs coûteux, la privatisation partielle ne favorise pas la spécialisation métabolique du quorum sensing. En effet, les souches qui produisent uniquement des auto-inducteurs et les souches qui produisent des biens mixtes en réponse aux auto-inducteurs ne peuvent pas coexister sans être vulnérables à l'invasion de souches "tricheuses" (qui profitent des ressources sans rien apporter en retour).

De ce modèle, on peut déduire qu’une privatisation partielle aurait pu être essentielle pour soutenir une première forme de quorum sensing, dans laquelle les auto-inducteurs étaient considérés comme des sous-produits métaboliques et n’entraînaient donc aucun coût associé. Cependant, cela semble insuffisant pour favoriser l’évolution vers un état où les auto-inducteurs ont un coût.

### Note
- (en) Cet article est partiellement ou en totalité issu de l’article de Wikipédia en anglais intitulé « Black Queen hypothesis » (voir la liste des auteurs).